# Rajd Barum 2018
Rajd Barum 2018 (48. Barum Czech Rally Zlín) – 48. edycja Rajdu Barum rozgrywanego w Czechach od 24 do 26 sierpnia 2018 roku. Była to szósta runda Rajdowych Mistrzostw Europy w roku 2018. Rajd został rozegrany na nawierzchni asfaltowej. Rajd składał się z piętnastu odcinków specjalnych.
Tegoroczny Rajd Barum wygrał po raz szósty zawodnik gospodarzy Jan Kopecký jadący samochodem Škoda Fabia R5, była to dla niego czternasta wygrana w mistrzostwach Europy. Drugie miejsce zajął lider mistrzostw Rosjanin Aleksiej Łukjaniuk, który prowadził przez większość odcinków specjalnych rajdu, a w ostatecznej walce o pierwsze miejsce przeszkodziły mu problemy z mocą silnika. Trzecie miejsce zajął Hiszpan Dani Sordo, dla którego był to debiut na trasach mistrzostw Europy.

## Lista startowa[4]
Poniższa lista startowa obejmuje tylko zawodników startujących i zgłoszonych do rywalizacji w kategorii ERC w najwyższej klasie RC2, samochodami najwyższej klasy mogącymi startować w rajdach ERC – R5.
| Nr | Zespół                                | Kierowca                   | Pilot             | Samochód        |
| -- | ------------------------------------- | -------------------------- | ----------------- | --------------- |
| 1  | Russian Performance Motorsport        | Aleksiej Łukjaniuk         | Aleksiej Arnautow | Ford Fiesta R5  |
| 2  | Bruno Magalhães                       | Bruno Magalhães            | Hugo Magalhães    | Škoda Fabia R5  |
| 3  | Mol Racing Team                       | Norbert Herczig            | Ramón Ferencz     | Škoda Fabia R5  |
| 4  | Škoda Motorsport                      | Jan Kopecký                | Pavel Dresler     | Škoda Fabia R5  |
| 5  | Hyundai Motorsport                    | Dani Sordo                 | Carlos Del Barrio | Hyundai i20 R5  |
| 6  | EuroOil Invelt Team                   | Václav Pech jun.           | Petr Uhel         | Ford Fiesta R5  |
| 7  | Škoda Auto Deutschland                | Fabian Kreim               | Frank Christian   | Škoda Fabia R5  |
| 8  | Eyvind Brynildsen                     | Eyvind Brynildsen          | Torstein Eriksen  | Ford Fiesta R5  |
| 9  | Sports Racing Technologies            | Nikołaj Griazin            | Jarosław Fiedorow | Škoda Fabia R5  |
| 10 | Peugeot Rally Academy                 | Laurent Pellier            | Geoffrey Combe    | Peugeot 208 T16 |
| 11 | Toksport WRT                          | Chris Ingram               | Ross Whittock     | Škoda Fabia R5  |
| 12 | ACCR Czech Team                       | Jan Černý                  | Petr Černohorský  | Ford Fiesta R5  |
| 14 | Palmeirinha Rally                     | Paulo Nobre                | Gabriel Morales   | Škoda Fabia R5  |
| 16 | Rhys Yates                            | Rhys Yates                 | Elliott Edmondson | Škoda Fabia R5  |
| 17 | Hermann Neubauer                      | Hermann Neubauer           | Bernhard Ettel    | Ford Fiesta R5  |
| 18 | ACCR Czech Team                       | Filip Mareš                | Jan Hloušek       | Škoda Fabia R5  |
| 19 | Toksport WRT                          | Orhan Avcioglu             | Burcin Korkmaz    | Škoda Fabia R5  |
| 21 | Rufa Sport                            | Jaromír Tarabus            | Daniel Trunkát    | Škoda Fabia R5  |
| 22 | Sysinfo Rallye Team                   | Dávid Botka                | Márk Mesterházi   | Škoda Fabia R5  |
| 23 | C.G.T. CZ Team                        | Roman Odložilík            | Martin Tureček    | Ford Fiesta R5  |
| 24 | BRR Baumschlager Rallye & Racing Team | Albert von Thurn und Taxis | Bjorn Degandt     | Škoda Fabia R5  |
| 25 | Kowax Racing                          | Martin Vlček               | Jindřiška Žáková  | Ford Fiesta R5  |
| 26 | Juhász Média Kft.                     | László Német               | János Szegő       | Škoda Fabia R5  |
| 27 | Miroslav Jakeš                        | Miroslav Jakeš             | Petr Machů        | Škoda Fabia R5  |
| 28 | Aloísio Monteiro                      | Aloísio Monteiro           | Sancho Eiró       | Škoda Fabia R5  |
| 29 | Martin Březík                         | Martin Březík              | Marek Omelka      | Škoda Fabia R5  |
| 30 | Kimi Sport                            | Jaroslav Novák             | Tomáš Růžička     | Ford Fiesta R5  |

## Zwycięzcy odcinków specjalnych
| Dzień   | Numer odcinka | Nazwa odcinka    | Długość  | Zwycięzca odcinka          | Samochód       | Czas     | Lider rajdu        |
| ------- | ------------- | ---------------- | -------- | -------------------------- | -------------- | -------- | ------------------ |
| 24 VIII | –             | Qualification    | 4,02 km  | Nikołaj Griazin            | Škoda Fabia R5 | 2:50,026 |                    |
| 24 VIII | OS1           | SSS Zlín (3laps) | 9,51 km  | Jan Kopecký                | Škoda Fabia R5 | 7:07,2   | Jan Kopecký        |
| 25 VIII | OS2           | Březová 1        | 8,23 km  | Jan Kopecký                | Škoda Fabia R5 | 6:18,1   | Jan Kopecký        |
| 25 VIII | OS3           | Semetín 1        | 11,55 km | Nikołaj Griazin            | Škoda Fabia R5 | 6:32,4   | Aleksiej Łukjaniuk |
| 25 VIII | OS4           | Rajnochovice 1   | 13,65 km | Aleksiej Łukjaniuk         | Ford Fiesta R5 | 6:59,3   | Aleksiej Łukjaniuk |
| 25 VIII | OS5           | Kudlovice 1      | 21,43 km | Jan Kopecký                | Škoda Fabia R5 | 11:16,7  | Aleksiej Łukjaniuk |
| 25 VIII | OS6           | Březová 2        | 8,23 km  | Fabian Kreim               | Škoda Fabia R5 | 6:25,7   | Aleksiej Łukjaniuk |
| 25 VIII | OS7           | Semetín 2        | 11,55 km | Aleksiej Łukjaniuk         | Ford Fiesta R5 | 6:44,7   | Aleksiej Łukjaniuk |
| 25 VIII | OS8           | Rajnochovice 2   | 13,65 km | Jan Kopecký                | Škoda Fabia R5 | 7:03,4   | Aleksiej Łukjaniuk |
| 25 VIII | OS9           | Kudlovice 2      | 21,43 km | Jan Kopecký                | Škoda Fabia R5 | 11:18,3  | Aleksiej Łukjaniuk |
| 26 VIII | OS10          | Halenkovice 1    | 13,72 km | Miroslav Jakeš             | Škoda Fabia R5 | 8:06,3   | Aleksiej Łukjaniuk |
| 26 VIII | OS11          | Maják 1          | 8,15 km  | Filip Mareš                | Škoda Fabia R5 | 5:47,2   | Aleksiej Łukjaniuk |
| 26 VIII | OS12          | Kašava 1         | 24,88 km | Jan Kopecký                | Škoda Fabia R5 | 14:40,2  | Aleksiej Łukjaniuk |
| 26 VIII | OS13          | Halenkovice 2    | 13,72 km | Jan Kopecký Miroslav Jakeš | Škoda Fabia R5 | 8:08,6   | Jan Kopecký        |
| 26 VIII | OS14          | Maják 2          | 8,15 km  | Jan Kopecký                | Škoda Fabia R5 | 5:48,3   | Jan Kopecký        |
| 26 VIII | OS15          | Kašava 2         | 24,88 km | Miroslav Jakeš             | Škoda Fabia R5 | 14:33,8  | Jan Kopecký        |

## Wyniki rajdu[5]
| Miejsce | Kierowca           | Pilot             | Samochód        | Czas      | Strata  | Pkt ERC |
| ------- | ------------------ | ----------------- | --------------- | --------- | ------- | ------- |
| 1       | Jan Kopecký        | Pavel Dresler     | Škoda Fabia R5  | 2:07:47,2 | –       | 25+13   |
| 2       | Aleksiej Łukjaniuk | Aleksiej Arnautov | Ford Fiesta R5  | 2:07:54,7 | +7,5    | 18+12   |
| 3       | Dani Sordo         | Carlos Del Barrio | Hyundai i20 R5  | 2:08:40,8 | +53,6   | –       |
| 4       | Miroslav Jakeš     | Petr Machů        | Škoda Fabia R5  | 2:08:41,1 | +53,9   | 15+10   |
| 5       | Nikołaj Griazin    | Jarosław Fiedorow | Škoda Fabia R5  | 2:09:00,4 | +1:13,2 | 12+6    |
| 6       | Fabian Kreim       | Frank Christian   | Škoda Fabia R5  | 2:09:45,4 | +1:58,2 | 10+6    |
| 7       | Jaromír Tarabus    | Daniel Trunkát    | Škoda Fabia R5  | 2:10:01,2 | +2:14,0 | 8+4     |
| 8       | Chris Ingram       | Ross Whittock     | Škoda Fabia R5  | 2:10:15,0 | +2:27,8 | 6+2     |
| 9       | Bruno Magalhães    | Hugo Magalhães    | Škoda Fabia R5  | 2:13:13,0 | +5:25,8 | 4       |
| 10      | Laurent Pellier    | Geoffrey Combe    | Peugeot 208 T16 | 2:14:50,3 | +7:03,1 | 2       |
| 11      | Orhan Avcioglu     | Burcin Korkmaz    | Škoda Fabia R5  | 2:15:07,4 | +7:20,2 | 1       |

## Wyniki po 6 rundach
Kierowcy
| Msc. | Kierowca           | Punkty |
| ---- | ------------------ | ------ |
| 1    | Aleksiej Łukjaniuk | 149    |
| 2    | Bruno Magalhães    | 113    |
| 3    | Norbert Herczig    | 62     |
| 4    | Fabian Kreim       | 55     |
| 5    | Simos Galatariotis | 50     |